# Evaristo Carvalho
Evaristo Carvalho   (Província de São Tomé i Príncipe, 22 d'octubre de 1941 - Lisboa, 28 de maig de 2022), de nom complet Evaristo do Espírito Santo Carvalho, va ser un polític de São Tomé i Príncipe. Va ser nomenat primer ministre de São Tomé i Príncipe del 7 de juliol de 1994 al 25 d'octubre de 1994 pel president Miguel Trovoada i novament del 26 de setembre de 2001 al 28 de març de 2002 pel president Fradique de Menezes. Era membre del partit Acció Democràtica Independent.
A les eleccions presidencials de 2016 Carvalho va ser el candidadt més votat, però no va obtenir prou vots per evitar una segona volta d'unes setmanes més tard. No obstant això, Manuel Pinto da Costa, el president en exercici, es va retirar el 7 d'agost al·legant frau en els eleccions de juliol. Això va donar la presidència directament a Carvalho.
El 3 de setembre de 2021, el mandat d’Everisto Carvalho, que finalitza el 5 de setembre de 2021. Saô Tomé i Príncipe encara no ha elegit el seu successor i la segona volta de les eleccions presidencials només tindrà lloc el 5 de setembre. Una situació sense precedents, a causa d’una disputa sobre la validesa dels resultats de la primera ronda que va provocar l’ajornament de l’organització de la segona ronda dues vegades. Per tant, el Parlament va votar per ampliar el mandat d'Everisto Carvalho.